# نظرية ماهان
أوجد الضابط في البحرية الأمريكية والمؤرخ الأميرال ألفريد ماهان مفهوماً جديداً للقوى البحرية في التاريخ، وذلك في كتابه "تأثير القوة البحرية على التاريخ:1660-1783"، الذي نشر في عام 1890، وهو تاريخ للحرب البحرية  ، ويعتبره المتخصصون الكتاب الأكثر أهمية  في الاستراتيجية البحرية. وهي أن قوى البحر تتفوق دائماً على قوى البر. حيث أن قوى البحر أكثر حصانة لإحاطة المياه بها من كل جانب، وهي التي تتحكم في حركة  التجارة البحرية أثناء السلام والحرب، وهي مقولة تعاكس ما ذهب غليه ماكندر.

## شروط ماهان
وطرح ماهان ستة شروط لإنشاء قوة بحرية:
1. ميزة التموضع الجغرافي.
2. شواطئ مناسبة للموانئ وموارد كبيرة ومناخ مناسب.
3. مساحة كبيرة من الأرض.
4. كتلة سكانية تسمح بالدفاع.
5. مجتمع مولع بالبحر والتجارة.
6. حكومة راغبة بالهيمنة على البحار.

وتبنى هذه النظرية الرئيس فرانكلين روزفلت الرئيس الثاني والثلاثون لأمريكا (1882 - 1945).